# Asura subfulvia
Asura subfulvia är en fjärilsart som beskrevs av Sergius G. Kiriakoff 1954. Asura subfulvia ingår i släktet Asura och familjen björnspinnare. Inga underarter finns listade i Catalogue of Life.